# Grupo étnico

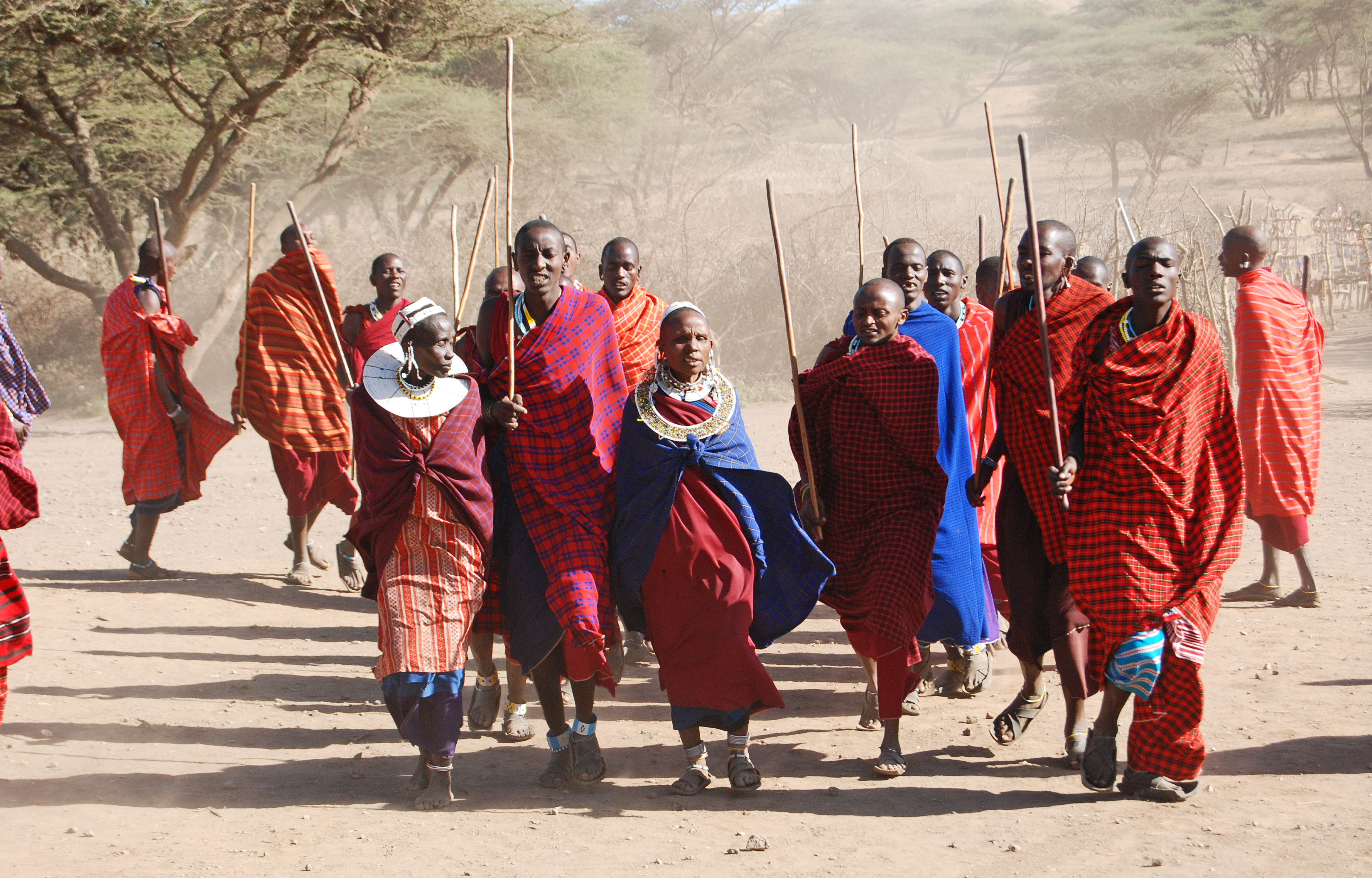
Os massais são um exemplo de grupo étnico.

Grupo étnico, povo ou etnia é um conjunto de pessoas que se identificam com base em uma genealogia ou ancestralidade comum ou em semelhanças língua, história, sociedade, cultura ou nação.[ligação inativa]

## Etnicidade
Etnicidade é o termo usado para designar as características culturais que ligam um grupo particular de pessoas, ou grupos, entre si. O termo etnicidade é por vezes usado incorretamente para referir a uma minoria ou a uma raça. Etnicidade pode ser tanto definida como um agrupamento de pessoas, como pode ser uma relação social.

## Etimologia
A palavra "etnia" é derivada do grego ethnos, significando povo que tem o mesmo ethos, costume, incluindo língua, religião etc.
Atribui-se a origem do uso desse vocábulo nas ciências sociais ao eugenista Georges Vacher de Lapouge (1854-1936), que o empregou na distinção de grupos sociais factícios (opondo-se aos naturais) que resultam de reunião de indivíduos de raças distintas que se encontram submissos, sob efeito de acontecimentos históricos, a instituições, a uma organização política, a costumes ou ideias comuns. Lapouge diz ainda que uma etnia se distinguem de uma nação pela intensidade de seus vínculos, visto que a solidariedade assim constituída subsiste para além da dissolução do grupo que a produziu como entidade sociopolítica, e permanece como identidade e fator de distinção de outros grupos sociais.